# Aresceutica morogorica
Aresceutica morogorica är en insektsart som beskrevs av Vitaly Michailovitsh Dirsh 1954. Aresceutica morogorica ingår i släktet Aresceutica och familjen gräshoppor. Inga underarter finns listade i Catalogue of Life.